# Eric Stoltz
Eric Cameron Stoltz (Whittier, 30 settembre 1961) è un attore, regista e produttore cinematografico statunitense.

## Biografia
Originariamente scelto nel ruolo di Marty McFly nella trilogia di Ritorno al futuro, venne rimpiazzato, dopo sole quattro settimane di riprese, da Michael J. Fox (scelta iniziale del regista) che aveva deciso di portare avanti le riprese del film contemporaneamente a quelle della sitcom Casa Keaton. Il regista, Robert Zemeckis, disse che Stoltz aveva la stoffa per recitare nel film, ma mancava di quell'ironia che il regista andava cercando.
Per la televisione ha recitato nel ruolo dell'ex-fidanzato di Helen Hunt in Innamorati pazzi, in quello del fidanzato di Debra Messing in Will & Grace e in quello del maestro-poeta August Dimitri nella serie TV della ABC Ancora una volta (Once and Again).
Ha lavorato come assistente di produzione in Non per soldi... ma per amore e Singles - L'amore è un gioco, e ha prodotto i film Desideri smarriti nel 1993, Il tuo amico nel mio letto nel 1994 e Mr. Jealousy nel 1997. Sempre nel 1994 è nel cast di Pulp Fiction, iconica pellicola di Quentin Tarantino: nel film recita la parte di Lance, l'amico spacciatore del killer Vincent Vega, interpretato da John Travolta e protagonista con lui della surreale scena dell'iniezione di adrenalina.
Ha recitato in I delitti della palude con Jennifer Jason Leigh, in The Butterfly Effect con Ashton Kutcher e nella miniserie televisiva Il triangolo delle Bermude del 2005 con Sam Neill. È stato ospite speciale in un episodio del 2003 di Law & Order - Unità vittime speciali e nella stagione finale di Will & Grace.
Stoltz ha esordito alla regia nel 2002 con un episodio di Ancora una volta. L'anno seguente venne nominato all'Emmy per la sua regia di un film per la TV, My Horrible Year!. È stato dietro la macchina da presa anche nel cortometraggio The Bulls e nell'episodio preferito dagli spettatori della quindicesima stagione di Law & Order - I due volti della giustizia, "Tombstone".
Usando come campo di allenamento il teatro, Stoltz è anche apparso a Broadway in commedie come Nel burrone, L'importanza di chiamarsi Ernesto, Le armi e l'uomo, Lo zoo di vetro e Piccola città. Venne candidato a un Tony Award.

## Vita privata
Nei primi anni novanta ha avuto una lunga relazione sentimentale con Bridget Fonda. Dal 2005 è sposato con la cantante Bernadette Moley; la coppia ha una figlia, Catalina.

## Filmografia

### Attore

#### Cinema
- Fuori di testa (Fast Times at Ridgemont High), regia di Amy Heckerling (1982)
- Surf II - Sole e pupe a Surf City (Surf II), regia di Randall M. Badat (1983)
- 24 ore per non morire (Running Hot), regia di Mark Griffiths (1984)
- The Wild Life, regia di Art Linson (1984)
- Terrore al luna park (The New Kids), regia di Sean S. Cunningham (1985)
- Dietro la maschera (Mask), regia di Peter Bogdanovich (1985)
- Nome in codice: Smeraldo (Code Name: Emerald), regia di Jonathan Sanger (1985)
- Un meraviglioso batticuore (Some Kind of Wonderful), regia di Howard Deutch (1987)
- Cuor di leone (Lionheart), regia di Franklin J. Schaffner (1987)
- I delitti della palude (Sister, Sister), regia di Bill Condon (1987)
- L'estate stregata (Haunted Summer), regia di Ivan Passer (1988)
- Manifesto, regia di Dušan Makavejev (1988)
- La mosca 2 (The Fly II), regia di Chris Walas (1989)
- Non per soldi... ma per amore (Say Anything...), regia di Cameron Crowe (1989)
- La ragazza dei sogni (The Rachel Papers), regia di Damian Harris (1989)
- Memphis Belle, regia di Michael Caton-Jones (1990)
- Money - Intrigo in nove mosse (Money), regia di Steven Hilliard Stern (1991)
- Vita di cristallo (The Waterdance), regia di Neal Jimenez e Michael Steinberg (1992)
- Singles - L'amore è un gioco (Singles), regia di Cameron Crowe (1992)
- Desideri smarriti (Bodies, Rest & Motion), regia di Michael Steinberg (1993)
- Vado a vivere a New York (Naked in New York), regia di Daniel Algrant (1993)
- Killing Zoe, regia di Roger Avary (1993)
- Pulp Fiction, regia di Quentin Tarantino (1994)
- Il tuo amico nel mio letto (Sleep with Me), regia di Rory Kelly (1994)
- Piccole donne (Little Women), regia di Gillian Armstrong (1994)
- Rob Roy, regia di Michael Caton-Jones (1995)
- L'ultima profezia (The Prophecy), regia di Gregory Widen (1995)
- Scalciando e strillando (Kicking and Screaming), regia di Noah Baumbach (1995)
- Fluke, regia di Carlo Carlei (1995)
- La grazia nel cuore (Grace of My Heart), regia di Allison Anders (1996)
- Due giorni senza respiro (2 Days in the Valley), regia di John Herzfeld (1996)
- Jerry Maguire, regia di Cameron Crowe (1996)
- Mr. Jealousy, regia di Noah Baumbach (1997)
- Keys to Tulsa, regia di Leslie Greif (1997)
- Anaconda, regia di Luis Llosa (1997)
- Hi-Life, regia di Roger Hedden (1998)
- Analisi di un delitto (A Murder of Crows), regia di Rowdy Herrington (1998)
- The Simian Line, regia di Linda Yellen (2000)
- La casa della gioia (The House of Mirth), regia di Terence Davies (2000)
- Harvard Man, regia di James Toback (2001)
- Hollywood Palms, regia di Jeffrey Nachmanoff (2001)
- Le regole dell'attrazione (The Rules of Attraction), regia di Roger Avary (2002)
- Amore e odio a New York (Happy Hour), regia di Mike Bencivenga (2003)
- È arrivato Zachary (When Zachary Beaver Came to Town), regia di John Schultz (2003)
- The Butterfly Effect, regia di Eric Bress e J. Mackye Gruber (2004)
- The Honeymooners, regia di John Schultz (2005)
- The Lather Effect, regia di Sarah Kelly (2006)
- Dalle 5 alle 7: Due ore per l'amore (5 to 7), regia di Victor Levin (2014)

#### Televisione
- The Grass Is Always Greener Over the Septic Tank, regia di Robert Day – film TV (1978)
- Una famiglia americana (The Waltons) – serie TV, episodio 8x24 (1980)
- La famiglia Bradford (Eight Is Enough) – serie TV, episodio 4x27 (1980)
- Paper Dolls, regia di Edward Zwick – film TV (1982)
- Un assassino in famiglia (A Killer in the Family), regia di Richard T. Heffron – film TV (1983)
- A cuore aperto (St. Elsewhere) – serie TV, episodi 2x06-2x07-2x08 (1983)
- The Heart of Justice, regia di Bruno Barreto – film TV (1992)
- Affari di cuore (Foreign Affairs), regia di Jim O'Brien – film TV (1993)
- Insieme verso la notte, regia di Alan Metzger – film TV (1994)
- Innamorati pazzi (Mad About You) – serie TV, 6 episodi (1994-1998)
- Fallen Angels – serie TV, episodio 2x03 (1995)
- Non guardare indietro (Don't Look Back), regia di Geoff Murphy – film TV (1996)
- Inside, regia di Arthur Penn – film TV (1996)
- Homicide (Homicide, Life on the Street) – serie TV, episodio 5x15 (1997)
- Blackout ad alta quota (The Blackout Effect), regia di Jeff Bleckner – film TV (1998)
- Our Guys: Outrage at Glen Ridge, regia di Guy Ferland – film TV (1999)
- Chicago Hope – serie TV, 22 episodi (1998-1999)
- The Passion of Ayn Rand, regia di Christopher Menaul – film TV (1999)
- Common Ground, regia di Donna Deitch – film TV (2000)
- One Kill, regia di Christopher Menaul – film TV (2000)
- The Last Dance, regia di Kevin Dowling – film TV (2000)
- My Horrible Year!, regia di Eric Stoltz – film TV (2001)
- Ancora una volta (Once and Again) – serie TV, 7 episodi (2001-2002)
- Law & Order - Unità vittime speciali (Law & Order: Special Victims Unit) – serie TV, episodio 3x23 (2002)
- The Tom Green Show, 1 episodio (2003)
- Will & Grace – serie TV, episodi 7x23-7x24 (2005)
- Il triangolo delle Bermude (The Triangle), regia di Craig R. Baxley – miniserie TV (2005)
- Close to Home - Giustizia ad ogni costo (Close to Home) – serie TV, episodi 2x20-2x21-2x22 (2007)
- Blank Slate, regia di John Harrison – film TV (2008)
- Grey's Anatomy – serie TV, 3 episodi (2009)
- Caprica – serie TV, 18 episodi (2009-2010)
- Made in Jersey – serie TV, episodio 1x07 (2012)
- Blue – webserie (2012-in corso)
- Bull – serie TV, episodio 5x15 (2020)
- The Good Fight – serie TV, episodio 6x07 (2022)

### Doppiatore
- Frasier – serie TV, episodio 1x12 (1993)
- Hercules – serie TV, episodi 1x32-1x49 (1998-1999)

### Regista

#### Cinema
- Confessions of a teenage Jesus jerk (2017)

#### Televisione
- My Horrible Year!, regia di Eric Stoltz – film TV (2001)
- Law & Order - I due volti della giustizia (Law & Order) – serie TV, episodio 15x20 (2005)
- Grey's Anatomy – serie TV, episodi 5x04-5x08 (2008)
- Private Practice – serie TV, 4 episodi (2009-2011)
- Huge - Amici extralarge (Huge) – serie TV, episodio 1x04 (2010)
- Glee – serie TV, 12 episodi (2010)
- Made in Jersey – serie TV, episodio 1x08 (2012)

## Doppiatori italiani
Nelle versioni in italiano delle opere in cui ha recitato, Eric Stoltz è stato doppiato da:
- Angelo Maggi in Non per soldi... ma per amore, Caprica, Close to Home - Giustizia ad ogni costo
- Loris Loddi in La mosca 2, Money - Intrigo in nove mosse
- Vittorio De Angelis in Piccole donne, Due giorni senza respiro
- Roberto Chevalier in Un meraviglioso batticuore, The Passion of Ayn Rand
- Massimo Rossi in Insieme verso la notte, Il triangolo delle Bermude
- Francesco Prando in Analisi di un delitto, Leverage - Consulenze illegali
- Alberto Bognanni in Grey's Anatomy, Ancora una volta
- Marco Guadagno in Dietro la maschera
- Stefano Onofri in I delitti della palude
- Riccardo Rossi in Memphis Belle
- Sandro Acerbo in Vita di cristallo
- Andrea Ward in Innamorati pazzi (st. 3)
- Luigi Ferraro in Innamorati pazzi (st. 5)
- Davide Lepore in Innamorati pazzi (st. 7)
- Luca Biagini in Killing Zoe
- Mauro Gravina in Pulp Fiction
- Fabio Boccanera in Chicago Hope
- Lorenzo Macrì in L'ultima profezia
- Massimo De Ambrosis in Scalciando e strillando
- Francesco Caruso Cardelli in Fluke
- Enrico Di Troia in La grazia nel cuore
- Alessio Cigliano in Inside
- Gino La Monica in Keys to Tulsa
- Antonio Sanna in Anaconda
- Francesco Pezzulli in Will & Grace
- Oreste Baldini in Law & Order - Unità vittime speciali
- Vittorio Guerrieri in La casa della gioia
- Francesco Bulckaen in Hollywood Palms
- Massimiliano Virgilii in Le regole dell'attrazione
- Simone Mori in The Butterfly Effect

Da doppiatore è sostituito da:
- Simone Mori in Frasier